# Poblado iberorromano de El Monastil
El poblado iberorromano de El Monastil se encontraba ubicado al norte de Elda, Alicante, en España, en la sierra conocida como El Monastil, ocupando la cresta y ladera sur de la misma.

## Época prerromana

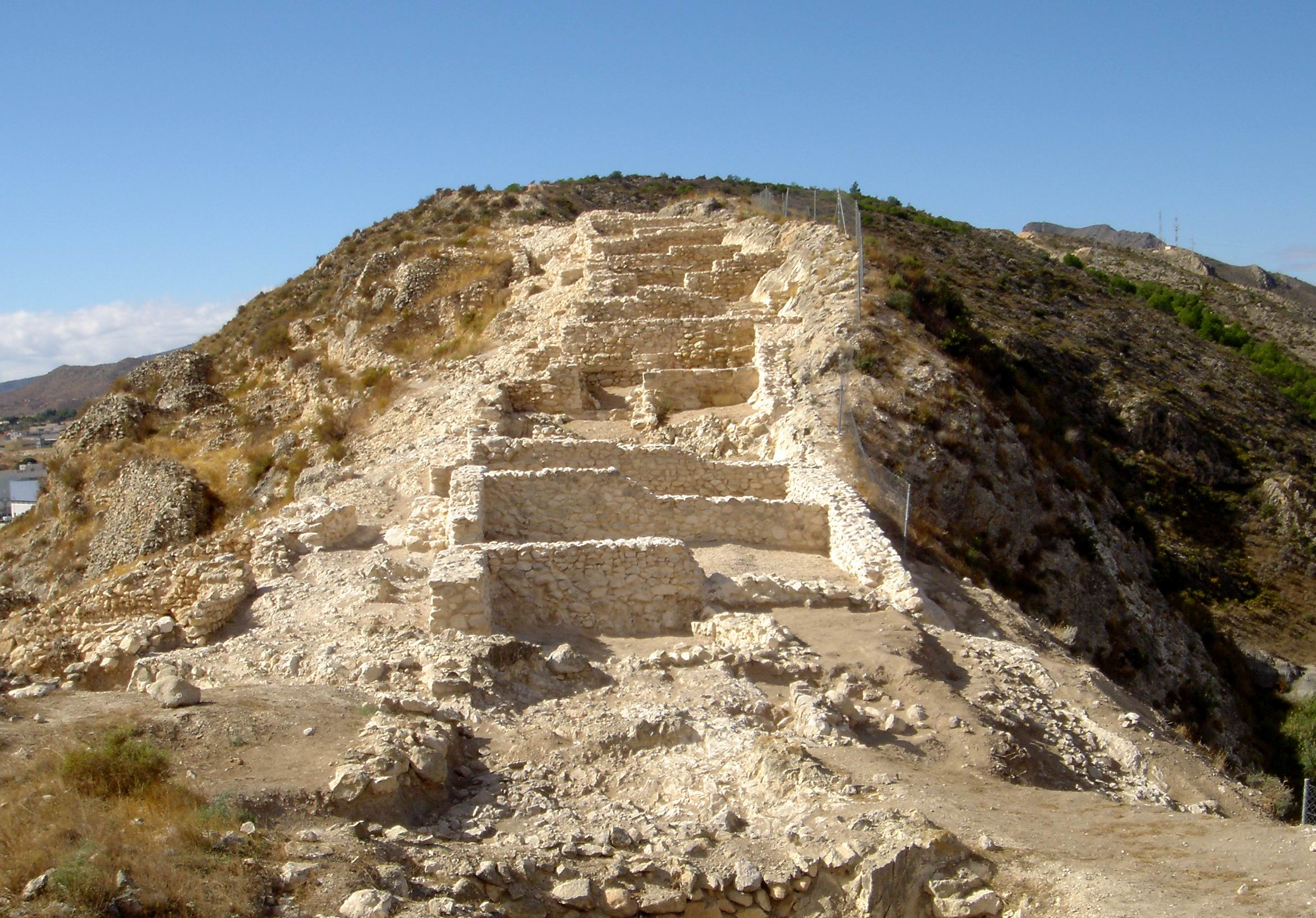
Un sector del Poblado

Su origen se remonta al siglo V a. C., y se constituyó como una de las poblaciones contestanas del levante español. Con anterioridad, en la Edad del Bronce, ya habían existido asentamientos humanos en la misma zona.
Las características geográficas le situaban al abrigo de los climas rigurosos, próximo al río Vinalopó y en una zona, entonces, de bosque mediterráneo y recursos hídricos suficientes, abundante en caza menor. La sierra tiene un defensa fácil por su cara norte, al ser escarpada.
La disposición de las viviendas ocupaba la ladera sur y la cresta, protegidas por una muralla hacia el norte, con unas dimensiones entre 7 y 28 metros cuadrados cada una, alineadas y que debieron tener una población estable de entre 150 y 200 individuos, que se fueron incrementando conforme se extendió a la llanura que se aproxima a la ribera del río.
La economía era de base agrícola, con el cultivo de trigo, cebada, vid y hortalizas y la explotación de los recursos forestales y la caza. La zona mantuvo una alta producción, cuyos excedentes sirvieron para el comercio. Al contrario que en otras zonas contestanas, la actividad metalúrgica fue casi inexistente; por el contrario, la textil siempre fue abundante, al igual que la cerámica, con la singularidad de una producción muy elevada de tipo simbólico y con características propias no encontradas en otros lugares que llevaron a la arqueóloga Solveig Nordströn a determinar la existencia de El Maestro de El Monastil, un alfarero que introdujo un estilo propio al incluir en las cerámicas dibujos de piezas de caza menor.
El comercio fue abundante con el resto de poblaciones iberas, pero también se han encontrado restos que explican un importante intercambio con poblaciones del mediterráneo como griegos, fenicios, cartagineses y romanos.

## Época romana

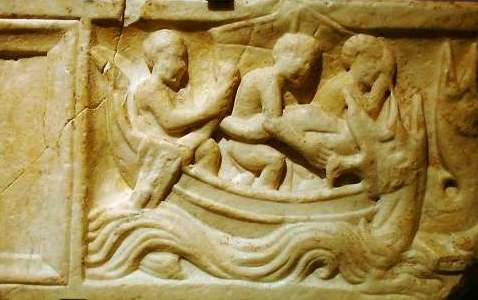
Sarcófago paleocristiano de El Monastil

En el periodo de romanización, el poblado quedó dentro de la zona de Cartago Nova, constando la ciudad ibero-romana con el nombre de Elo. Las fáciles comunicaciones a través de la Vía Augusta y desde el Vinalopó con Illici (la actual Elche) y el correspondiente acceso a Lucentum (actual Alicante) y a la rica zona del Tossal de Manises, facilitaron la permanencia del poblado en el interior de la actual provincia de Alicante. Se conoce su esplendor en el siglo I d. C., con distintas villas romanas en su zona de influencia y otros asentamientos menores en el valle del vinalopo. La actividad económica se fortaleció en dos terrenos: la producción cerámica, con intercambios datados en la actual Italia, Francia y norte de África, y el esparto, que permitió un amplio desarrollo de la cestería.
A finales del siglo I d. C. las crisis del Imperio romano afectaron a la zona, con el repliegue de una parte de la población de nuevo a la zona montañosa. Paralelamente, las villae romanas del valle se expanden acogiendo a distintas familias. La actividad comercial decayó en beneficio de cierto nivel de autarquía.
La población sufrió, a partir de este momento, sucesivos periodos de expansión y contracción, según la situación política. Poco a poco el valle de Elda se fue ocupando, se extendió la roturación de la tierra y proliferaron las villae. El poblado de Elo permaneció, pero no siempre fue centro desde el que irradiase la actividad del conjunto de la zona.
La llegada del cristianismo en el siglo IV se constata con la presencia de restos con simbología cristiana, además del trozo de un sarcófago de mármol con escenas de Jonás y la ballena. Este último periodo de la época romana lo es también de un segundo renacer de la comunidad de Elo, donde de nuevo abunda el comercio. La llegada de los visigodos dará lugar a una nueva etapa de plena cristianización y un nuevo modelo social y político para la que entonces será una ciudad episcopal.

## Época bizantina
Se ha encontrado un monasterio de época bizantina.

## Épocaandalusí
De esta época procede su nombre: la palabra árabe, منستير munastir, término de origen latino que significa "monasterio".